# 1948年サンモリッツオリンピックのハンガリー選手団
1948年サンモリッツオリンピックのハンガリー選手団（1948ねんサンモリッツオリンピックのハンガリーせんしゅだん）は、1948年1月30日から2月8日までスイスのサンモリッツで開催された1948年サンモリッツオリンピックのハンガリー選手団、およびその競技結果。

## 概要
今大会は銅メダル1個を獲得した。
フィギュアスケートのペアでケーケシ・アンドレア＆キラーイ・エデ組が銀メダルを獲得した。ハンガリー選手団の冬季オリンピック銀メダル獲得はこれが初めてだった。

## メダル
| メダル | 選手名                              | 競技               | 種目 |
| ------ | ----------------------------------- | ------------------ | ---- |
| 銀     | ケーケシ・アンドレア キラーイ・エデ | フィギュアスケート | ペア |